# György Golomán
György Golomán (Szombathely, 2 aprile 1996) è un cestista ungherese.

## Carriera
Con l'Ungheria ha disputato i Campionati europei del 2022.